# Nguyễn Thúy Quỳnh
Nguyễn Thúy Quỳnh (sinh năm 1976) là nghệ sĩ piano cổ điển người Việt hiện đang sống ở Mỹ, từng được bình chọn là một trong 19 ngôi sao trẻ năm 2004 trong bài viết "Young Artists: The Thrill of Discovery" của Musical America 2004 Edition. Cô sinh ra trong một gia đình nghệ sĩ (là cháu của nghệ sĩ piano Tôn Thất Triêm) và bắt đầu học piano từ năm 4 tuổi.